# Liste des gouverneurs des provinces du Rwanda

Cette page dresse la liste des gouverneurs actuels des 5 provinces du Rwanda.
Kigali a rang de province et est dirigée par un maire.

## Gouverneurs et maire de Kigali
| Province | Nom                       | Depuis (le) |
| -------- | ------------------------- | ----------- |
| Ouest    | Alphonse Munyentwari      | 2016        |
| Sud      | Marie-Rose Mureshyankwano | 2016        |
| Nord     | J-Claude Musabyimana      | 2016        |
| Kigali   | Monique Mukaruriza        | 2016        |
| Est      | Odette Uwamariya          | 2016        |